# Тализа
Тализа́ (фр. и окс. Talizat) — коммуна во Франции, находится в регионе Овернь. Департамент — Канталь. Входит в состав кантона Сен-Флур-Нор. Округ коммуны — Сен-Флур.
Код INSEE коммуны — 15231.
Коммуна расположена приблизительно в 420 км к югу от Парижа, в 75 км южнее Клермон-Феррана, в 55 км к северо-востоку от Орийака.

## Население
Население коммуны на 2008 год составляло 565 человек.
| 1962 | 1968 | 1975 | 1982 | 1990 | 1999 | 2008 |
| ---- | ---- | ---- | ---- | ---- | ---- | ---- |
| 687  | 731  | 697  | 635  | 637  | 592  | 565  |

## Администрация
| Период | Период | Фамилия           | Партия | Примечания |
| ------ | ------ | ----------------- | ------ | ---------- |
| 2001   | 2008   | Бернар Шамбарон   |        |            |
| 2008   |        | Бернар Таламандье |        |            |

## Экономика
В 2007 году среди 362 человек в трудоспособном возрасте (15—64 лет) 279 были экономически активными, 83 — неактивными (показатель активности — 77,1 %, в 1999 году было 70,6 %). Из 279 активных работали 257 человек (151 мужчина и 106 женщин), безработных было 22 (6 мужчин и 16 женщин). Среди 83 неактивных 28 человек были учениками или студентами, 29 — пенсионерами, 26 были неактивными по другим причинам.

## Достопримечательности
- Фаллический менгир, т. н. Пьер Плантад. Памятник истории с 1911 года[3]

## Фотогалерея

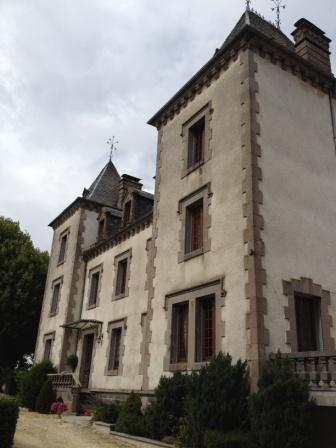
Замок Верньер
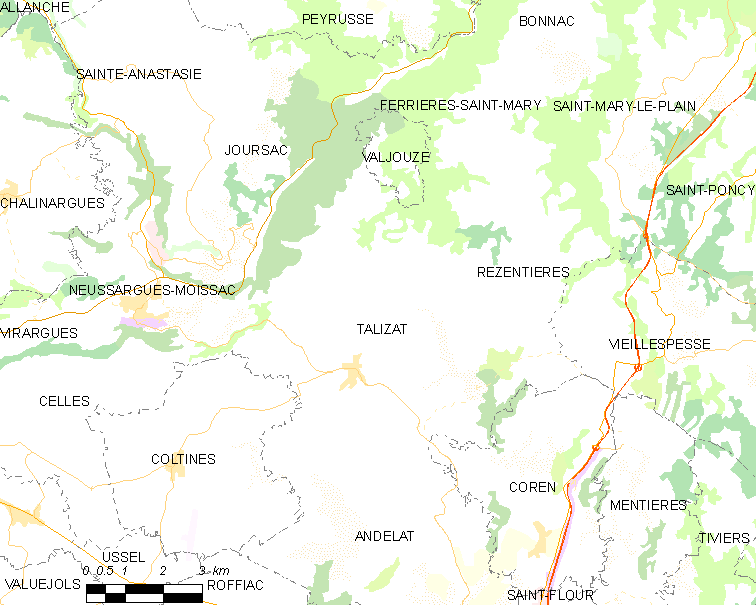
Карта коммуны